# Opérateur intégral
En mathématiques, un opérateur intégral ou opérateur à noyau est un opérateur linéaire défini à l'aide d'une intégrale paramétrique sur certains espaces fonctionnels. L'image d'une fonction par un tel opérateur est donc une autre fonction, dont le domaine peut être très différent.
De tels opérateurs constituent des objets fondamentaux en analyse fonctionnelle, où ils permettent notamment de transformer une équation pour obtenir une version a priori plus facile à résoudre. Les premiers exemples sont la convolution et les transformées de Fourier ou de Laplace, d'où le nom aussi rencontré de transformée intégrale.

## Expression
La forme générale d'un opérateur intégral est donnée par l'expression suivante :
dans laquelle la fonction K est appelée noyau de l'opérateur.
Dans beaucoup d'exemples courants, le domaine d'intégration A est un intervalle réel et la mesure associée est celle de Lebesgue.

### Formes de noyaux particulières
- Un noyau K est dit séparable ou dégénéré s'il peut s'écrire sous la forme{\displaystyle K(x,t)=\sum _{i=1}^{p}a_{i}(x)b_{i}(t)}avec les fonctions (ai) indépendantes.
- Un noyau K à valeurs complexes est dit symétrique ou hermitien s'il vérifie
{\displaystyle \forall x,t,\ K(x,t)={\overline {K(t,x)}}.}
- Un noyau K est appelé « noyau de convolution » s'il est de la forme
{\displaystyle K(x,t)=k(x-t).}
- Un noyau K est dit régulier s'il vérifie :
{\displaystyle \iint K(x,t)\mathrm {d} x\mathrm {d} t<+\infty .}
- Si un noyau K est de la forme, pour une fonction h bornée,{\displaystyle K(x,t)={\frac {h(x,t)}{|x-t|^{m}}},\ m\in \left]0,1\right[,}alors l'équation intégrale est dite « faiblement singulière ». Pour h constante, on retrouve l'équation intégrale d'Abel.
- Un noyau K est appelé « noyau de Cauchy » s'il est de la forme{\displaystyle K(x,t)={\frac {h(x,t)}{x-t}}.}Il apparait dans la définition de la valeur principale de Cauchy.

## Utilisation
Les opérateurs intégraux interviennent dans les phénomènes de diffusion où interviennent classiquement des équations intégrales. L'existence et l'unicité des solutions trouvent des solutions avec l'alternative de Fredholm, lorsque cette dernière est applicable, c'est-à-dire lorsque l'opérateur est compact.
Dans un grand nombre de cas en pratique, il existe déjà une étude complète de l'analyse spectrale de l'opérateur.
Il arrive qu'un tel opérateur admette un inverse qui soit également un opérateur intégral. Le noyau de ce dernier est alors appelé le noyau inverse.